# Stefan Novák

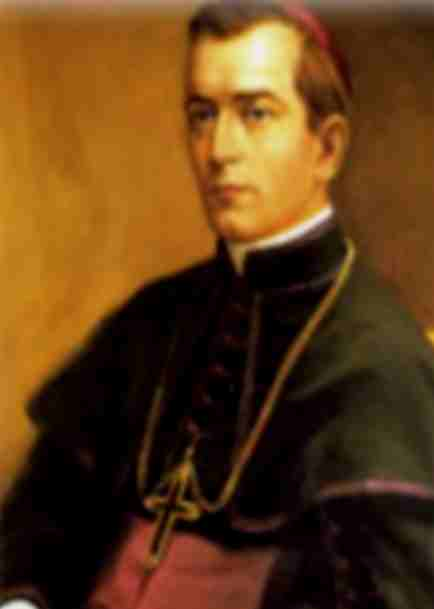
Stefan Novák, Bischof von Prešov (1913–1918)

Stefan Novák  (* 4. Dezember 1879 in Ubla in Zemplín, Königreich Ungarn; † 5. September 1932 in Budapest, Ungarn) war von 1913 bis 1918 griechisch-katholischer Bischof der Eparchie Prešov.

## Leben und Wirken
Er wuchs als Waisenkind auf, sein Vater, ein griechisch-katholischer Priester, starb alsbald nach der Geburt. Er besuchte das Gymnasium in Uschhorod und studierte am erzbischöflichen Seminar in Esztergom. In Wien promovierte er zum Doktor der Theologie. Am 9. Januar 1905 wurde er von Bischof Július Fircák (Firczák Gyula) in Uschhorod zum Priester geweiht. Zum diplomatischen Dienst in den Vatikan berufen, hatte er dort großen Einfluss, wurde aber bereits 1913 zum Bischof von Prešov ernannt. Die Bischofsweihe erhielt er durch Antal Papp am 11. Januar 1914.
Er förderte die Schulbildung und führte die slawische Sprache im griechisch-katholischen Ritus ein. Als Bischof von Prešov emeritierte er am 1. Oktober 1918 und ging nach Ungarn, 1920 wurde er nach Rom gerufen.
Zurück nach Ungarn verstarb er am 5. September 1932.